# 格拉沃利讷
格拉沃利讷（法語：Gravelines，法語發音：[ɡʁavlin]）是法国上法蘭西大區北部省的一个市镇，属于敦刻尔克区。格拉沃利讷核电站建于此地。

## 地理
格拉沃利讷（50°59'11"N, 2°7'39"E）面积22.66 平方千米，位于法国上法蘭西大區北部省，该省份为法国最北部的省份及最长的省份，西北濒北海，西接加来海峡省，南至埃纳省和索姆省，东与比利时接壤。
与格拉沃利讷接壤的市镇（或旧市镇、城区）包括：洛恩普拉日、圣福尔坎、菲利普大堡、瓦普拉日、阿河畔圣乔治。

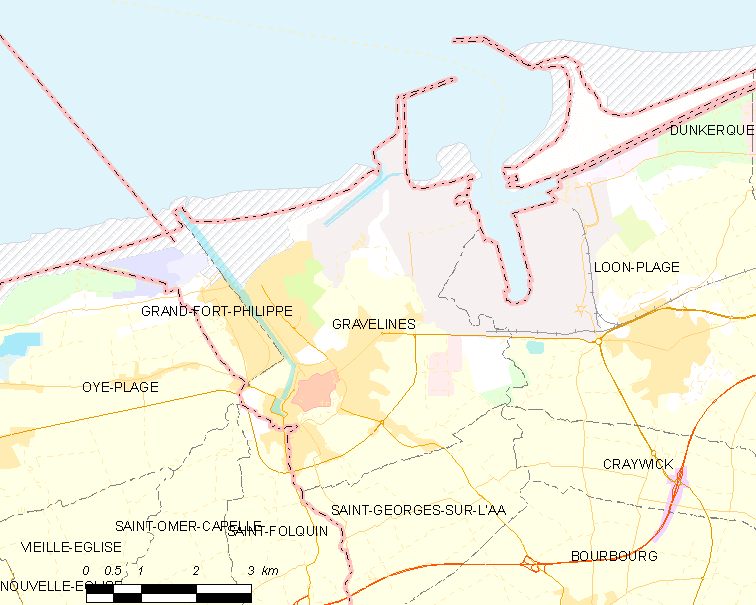
格拉沃利讷的OSM定位图

格拉沃利讷的时区为UTC+01:00、UTC+02:00（夏令时）。

## 行政
格拉沃利讷的邮政编码为59820，INSEE市镇编码为59273。

## 政治
格拉沃利讷所属的省级选区为大桑特县。

## 人口

1962-2008年间格拉沃利讷人口变化图示

格拉沃利讷于2022年1月1日时的人口数量为11451人。